# Gabe Pruitt
Gabriel Michael Pruitt, (Los Angeles, Califórnia, 19 de abril de 1986), mais conhecido como Gabe Pruitt, é um jogador norte-americano de basquete profissional.

## Carreira
Pruitt foi selecionado no Draft da NBA de 2007 pelo Boston Celtics, mas, foi dispensado em 31 de julho de 2009.
Ele jogou com os New York Knicks durante seu treinamento de campo em 2009, mas foi dispensado em 7 de outubro de 2009; sem ter disputado uma partida pela equipe. Pruitt então jogou para o Los Angeles D-Fenders e Utah Flash na Liga de Desenvolvimento da NBA.
Em 26 de fevereiro de 2013, Pruitt foi negociado para o Maine Red Claws em troca de James Mays. Ele deixou o Red Claws no final de março. Em 3 de abril de 2013, Pruitt assinou com Rethymno Aegean B.C.

### Título com os Celtics
Gabe foi um dos integrantes da equipe do Boston Celtics que venceu a temporada da NBA de 2007-08, após derrotar nas Finais da NBA o Los Angeles Lakers, franquia da sua terra natal. O jogador foi campeão na equipe com os All-Stars Kevin Garnett, Paul Pierce e Ray Allen.

## Vida pessoal
Por causa de seu sorriso cheio de dentes que raramente sai de seu rosto, ele foi nomeado o "Gabe Smilin".
Pruitt é relatado para ter começado como um jogador de beisebol antes de mudar para o basquete, apesar de, durante uma entrevista com Joe Castiglione e Geffner Glen em WRKO durante o 2 de julho, 2007 Boston Red Sox jogo, ele indicou que ele deixou de jogar beisebol na escola primária.
Pruitt foi preso e acusado de dirigir sobre influência do álcool em Los Angeles no início da manhã de 26 de fevereiro de 2009 na sequência de uma perda do Celtics contra o Los Angeles Clippers. Após a sua detenção Pruitt pediu desculpas e foi suspenso por 2 jogos do Celtics.